# Aethinose
Aethinose é uma infestação pelo besouro pequeno da colmeia (Aethina tumida) que é uma praga da apicultura.

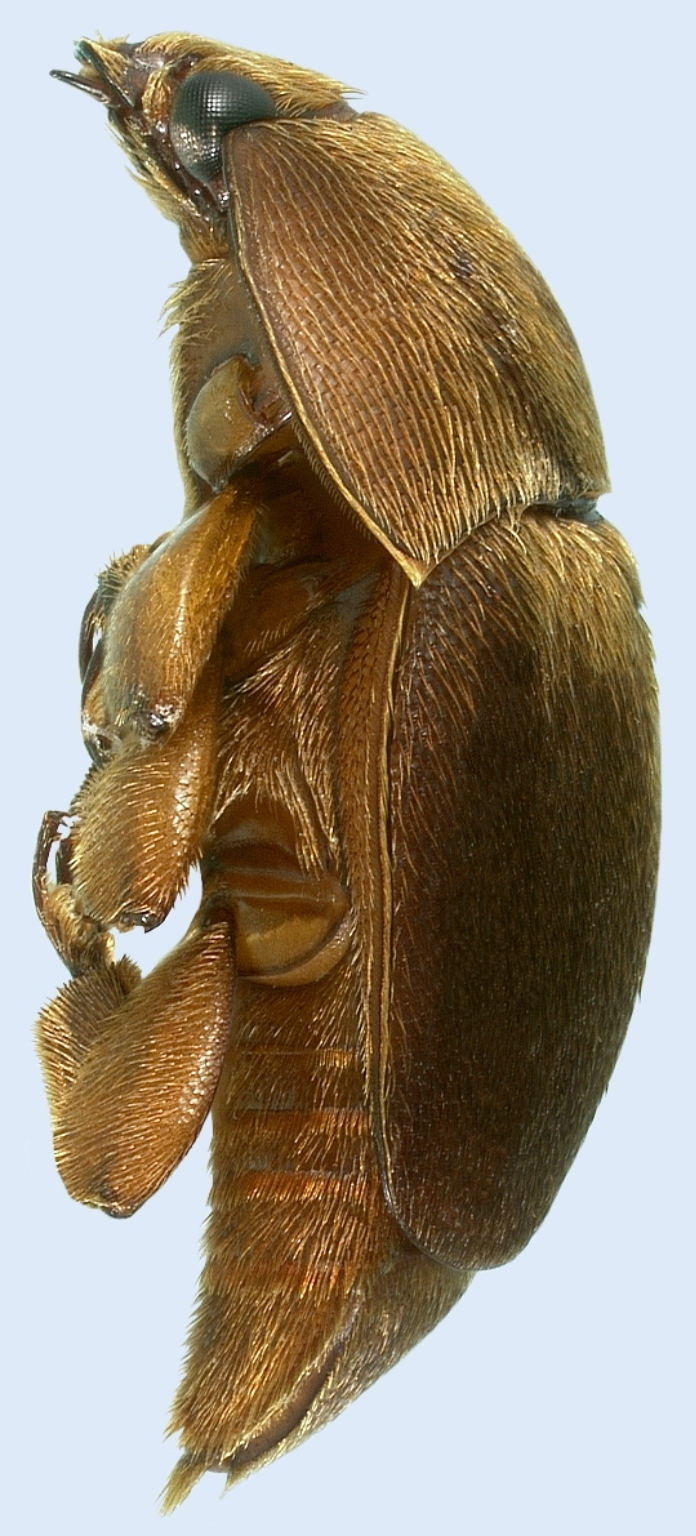
Aethina tumida, o besouro pequeno da colmeia visto de lado.

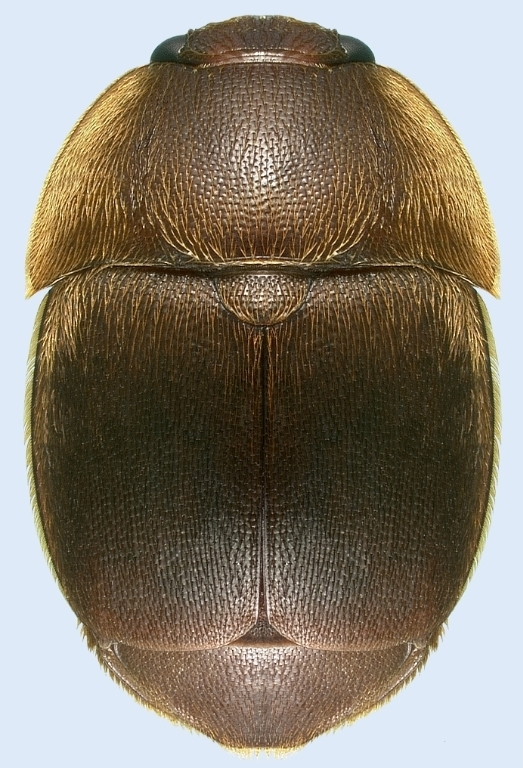
Aethina tumida, o besouro pequeno da colmeia visto de cima.

Endémico da África sub-saariana, o besouro pequeno da colmeia, Aethina tumida foi encontrado pela primeira vez nos Estados Unidos em 1996 e já se espalhou para muitos estados dos EUA, incluindo, Geórgia, Florida, Carolina do Sul, Carolina do Norte, Califórnia, Michigan, Pensilvânia, New Jersey, Ohio, Illinois, Minnesota, Maryland, Missouri, Nova Iorque, Connecticut, Rhode Island, Virginia, Texas e Havaí. O movimento de apicultores migratórios da Flórida pode ter transportado o besouro para outros estados. Recentes descobertas também indicam o transporte dos besouros nas embalagens de produtos.
Internacionalmente, o  besouro pequeno da colmeia  se espalhou para Austrália sendo identificado pela primeira vez em Richmond, New South Wales em 2002. Posteriormente, afetou muitas áreas de Queensland e Novo Gales do Sul.
Especula-se que uma combinação de importação de rainhas de outros países e apicultores movendo suas colméias causaram a disseminação.
No Canadá, o besouro pequeno da colmeia foi detectado em Manitoba (2002 e 2006), Alberta (2006), Quebec (2008, 2009), Ontario (2010) e Columbia Britânica (2015). Nas províncias Prairie, foram tomadas medidas para controlar a praga e o besouro pequeno da colmeia não conseguiu estabelecer uma população. Ele esta sendo investigado se o  besouro pequeno das colmeias foi capaz de estabelecer uma população em Ontário ou Quebec. No verão de 2015, a descoberta de um número de besouros adultos, bem como uma infestação em todas as fases da ninhada em Fraser Valley da British Columbia provocou uma quarentena temporária.
A besouro pequeno da colmeia já atingiu o sul das Filipinas na ilha meridional de Mindanao e há uma grande preocupação de que ele vai se espalhar por todo o país, se colmeias e abelhas sejam movidas da área de Mindanao sul, onde já foi identificado o besouro.
O pequeno besouro das colmeias pode ser uma praga destruidora de colônias de abelhas, causando danos para os favos, o mel armazenado e pólen. Se uma infestação de besouros é suficientemente pesada eles podem provocar o abandono das abelhas a sua colmeia. Sua presença também pode ser um marcador no diagnóstico de Distúrbio do colapso das colônias pelas abelhas. Os besouros também pode ser uma praga de favos armazenados, e mel (no favo) aguardando extração. As larvas do besouro abrem tuneis através favos de mel, se alimentando e defecando, causando descoloração e fermentação do mel.

## História natural

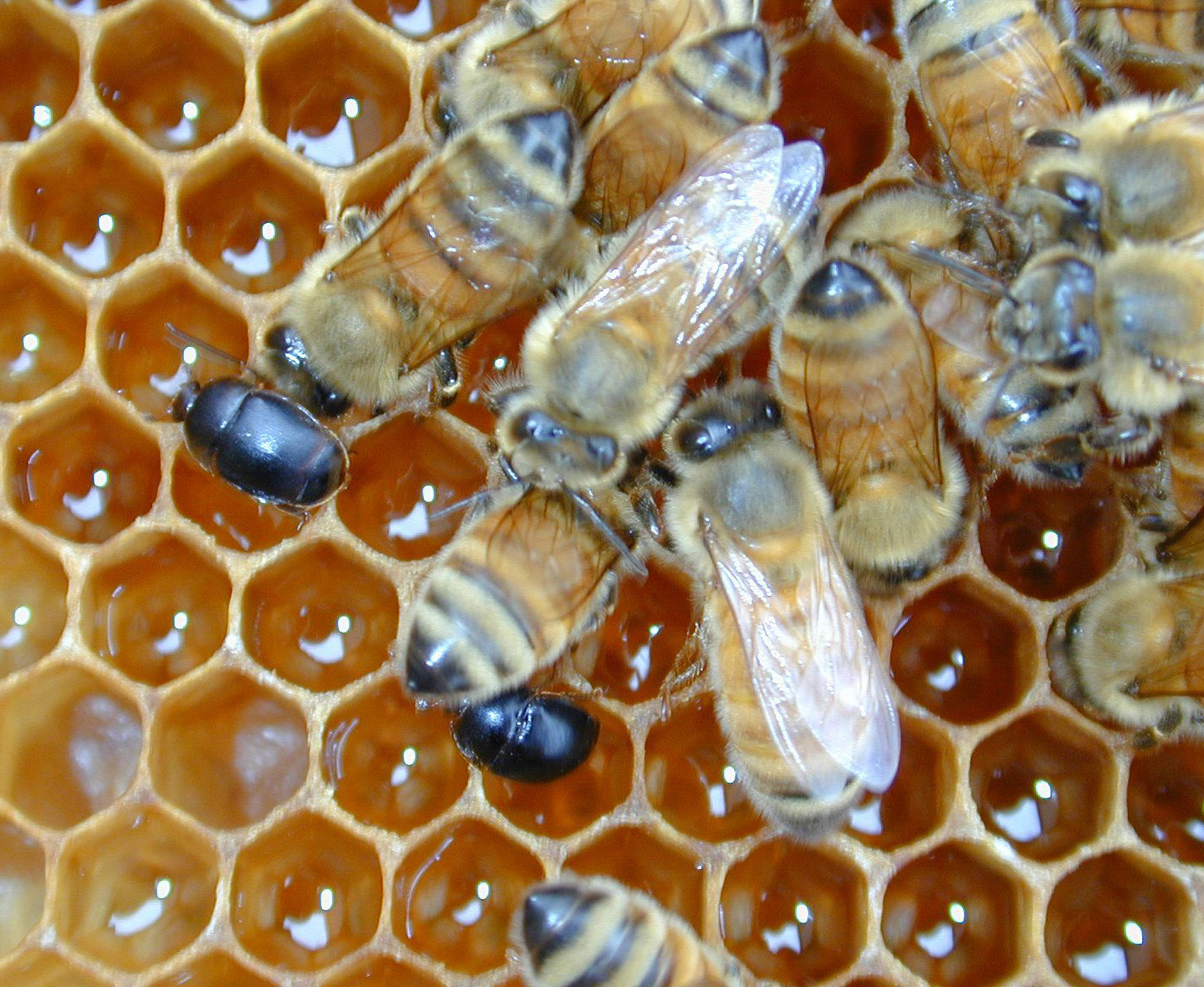
Besouros sobre o favo desoperculado ao lado de abelhas.

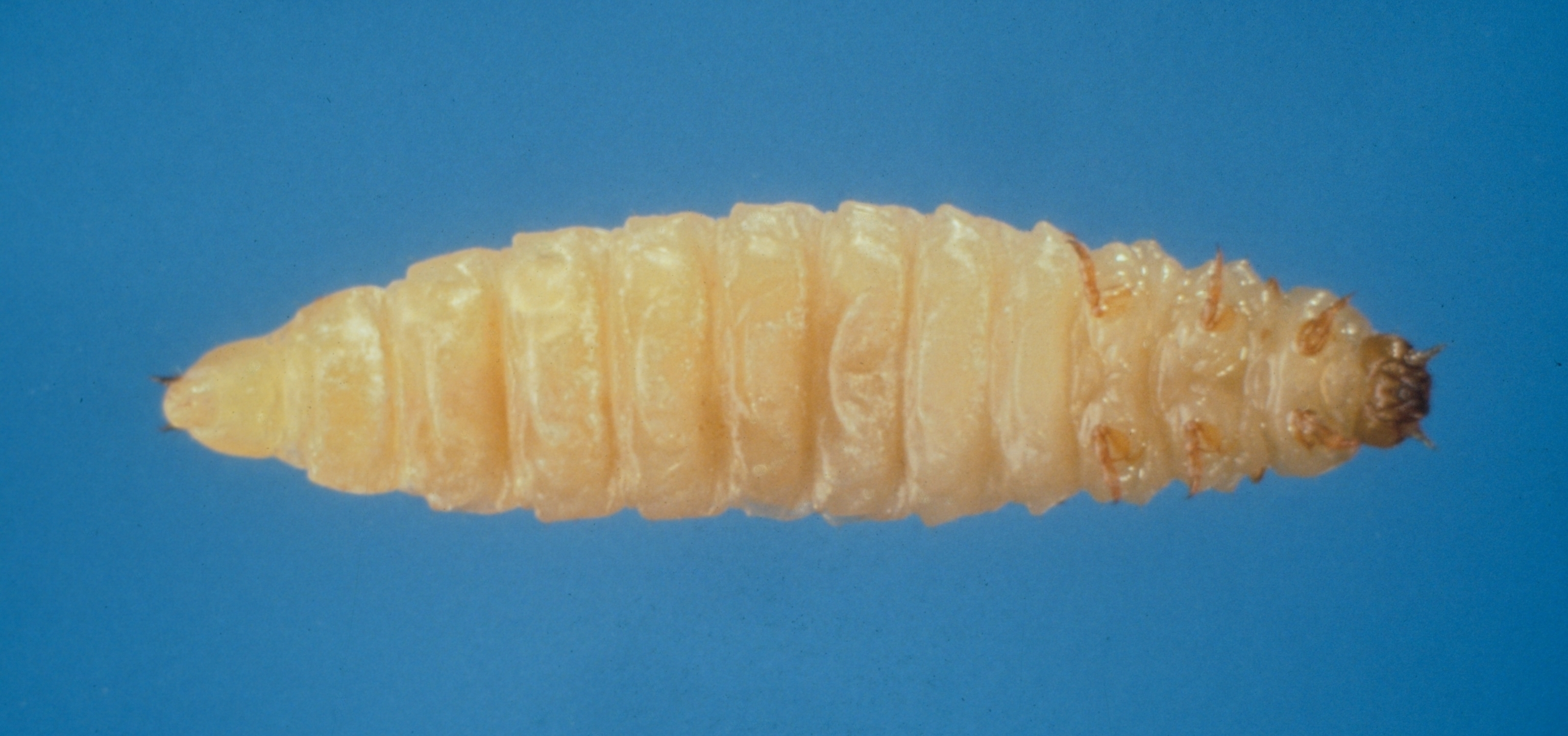
Larva do besouro vista de baixo, mostrando os 3 pares de patas anteriores.

Aethina tumida foi previamente conhecida apenas das regiões subsaarianas de África, onde ele tem sido considerada uma praga menor de abelhas. A informação do ciclo de vida é conhecida principalmente a partir de estudos na África do Sul.
O besouro pequeno das colmeias é um membro da família de escaravelhos ou besouro da seiva. O besouro adulto é marrom escuro ao preto e cerca de um meio centímetro de comprimento. Os adultos podem viver até 6 meses e pode ser observado em quase qualquer lugar em uma colmeia, embora eles são mais frequentemente encontrados na parte traseira do piso de uma colmeia. Os besouros fêmeas depositam massas irregulares de ovos em rachaduras ou fissuras em uma colmeia. Os ovos eclodem em 2-3 dias em larvas de cor branca que vão crescer para 10–11 mm de comprimento. As larvas alimentam-se de pólen e mel, danificando favos, e requerem cerca de 10-16 dias para amadurecer. As larvas que estão prontas para pupar(transformar em pupa) deixam a colmeia e enterram-se no solo perto da colmeia. O período de pupação pode durar cerca de 3-4 semanas. O adultos recém-emergidas buscam fora da colmeias, fêmeas geralmente acasalar e começar a postura de ovos cerca de uma semana após a emergência. O besouros pequenos da colmeia pode ter 4-5 gerações por ano durante as estações mais quentes.

## Danos as colônias e ao mel estocado

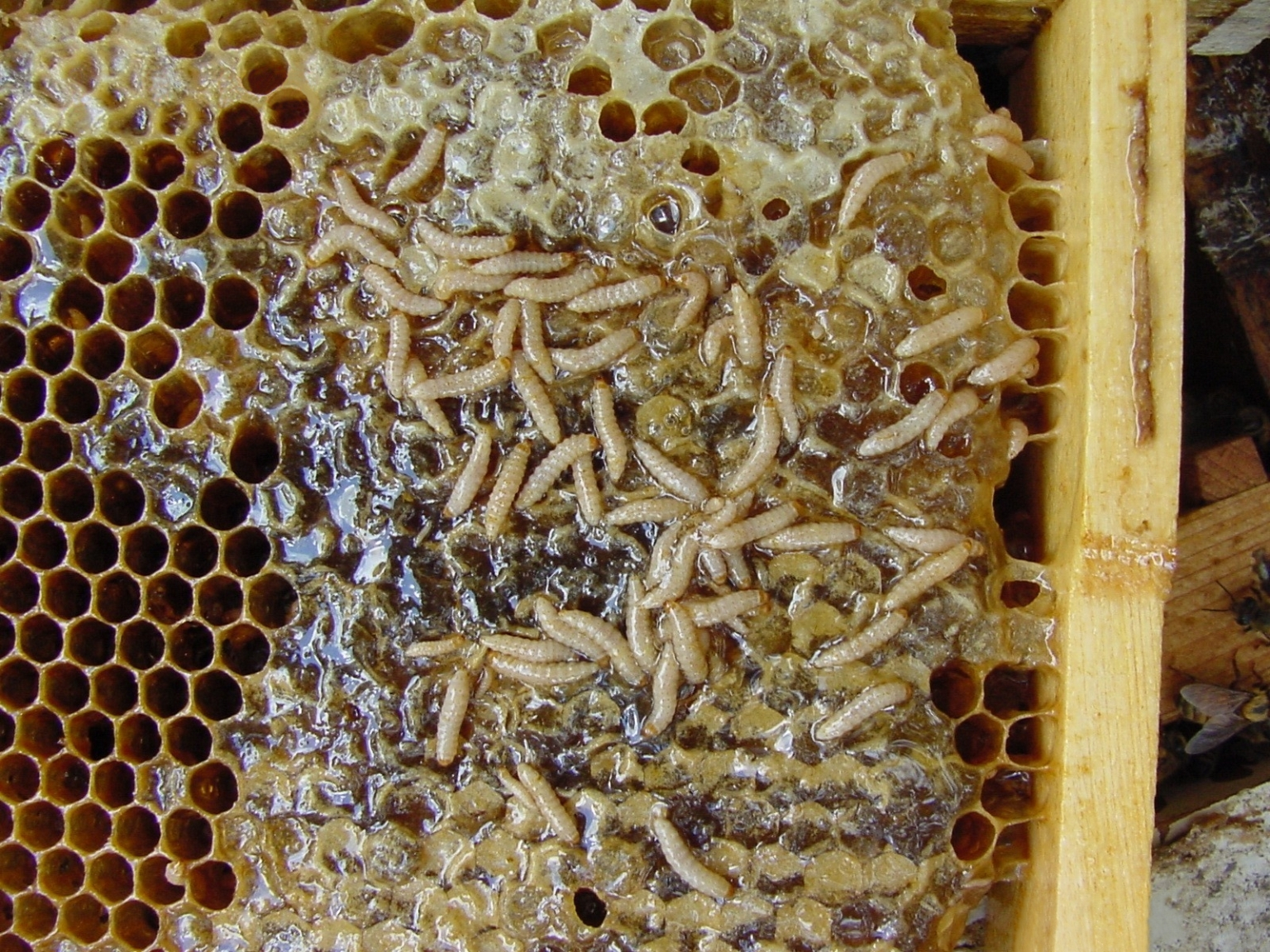
Favo infestado de larvas do besouro pequeno da colmeia. Este nível de infestação causa o abandono da colmeia.

O dano primário para colônias e mel armazenado causada pelo pequeno besouro da colmeia é através da atividade alimentar das larvas. A colmeias e equipamentos armazenados com infestações pesadas de besouros têm sido descritos como um desastre. Um resumo tirado de vários relatos de danos causados por esses besouros esta listado abaixo:
- As larvas criam tuneis através dos favos com o mel armazenado ou de pólen, danificando ou destruindo opérculos e favos.
- As larvas defecam no mel e do mel tornasse desbotado das fezes.
- Atividade das larvas provocam fermentação e espuma no mel; o mel desenvolve um odor característico de laranjas em decomposição.
- Os danos aos favos e a espumação causam mel correr para fora de favos, criando uma desordem nas colmeias ou na salas de extração de mel.
- As infestações pesadas causam o abando da caixa pelas abelhas em fuga; alguns apicultores relataram o rápido colapso de colônias ainda fortes.

## Inspeção do apiário
Um procedimento de inspeção recomendável esta descrito a seguir:
- Remover a tampa da colmeia, coloque-a no chão virada para cima.
- Remova a melgueira e apoie sobre o teto e deixei-o por cerca de um minuto, como o besouro evita a luz ele pode procurar refúgio na parte inferior, levante a melgueira e observe rapidamente a superfície interna da tampa para verifica a presença do besouro.
- Pode ser feita uma inspeção mais aprofundada no ninho, removendo os caixilhos um por um e observando a superfície dos favos para detectar a presença de adultos ou larvas maneiras em células não operculadas.
- Depois de retirar os caixilhos, examinar o piso da colmeia com especial atenção para os cantos, onde o parasita tende a refugiar-se para fugir da luz.
- Caso o piso tenha uma gaveta removível, observe o conteúdo em busca de possíveis resíduos das larvas do besouro.
- No caso em que a presença de parasitas (besouros ou larvas) é descoberta, capturar e colocar em um frasco fechado e encaminhar para identificação em laboratório.
- Para preservar os besouros para posterior identificação, recomenda-se manter os besouros em recipiente com álcool ou vinagre.

## Diagnóstico
Adultos: O besouro adulto é marrom escuro ao preto com 5 a 7mm de comprimento e de 3 a 4,5mm de largura, 3 pares de patas e 2 antenas.
Larvas: Larvas de cor bege com 10-11mm de comprimento, espículas dorsais, 3 pares de patas dianteiras e não tece teias nos favos. A larvas de Aethina tumida podem ser confundidos com as larvas da Gallaria mellonella.

## Controle
O  besouro pequeno das colmeias é considerado uma praga secundária em África do Sul, e, como tal, não tem sido objeto de grandes esforços de controle. O besouro é mais frequentemente encontrado em colmeias débeis ou em desagregação e raramente afeta colmeias fortes. No entanto, as diferenças nas características faxina das abelhas encontradas na África do Sul e os EUA pode significar respostas muito diferentes para os besouros. Alguns relatos iniciais de Florida e Carolina do Sul sugerem os besouros pode ser mais prejudiciais do que em África. O PDB (paradiclorobenzeno) foi usado para proteger os favos vazios armazenados. O pesticida Organofosforado Cumafos (Bayer Corporation) em tiras impregnadas colocadas sobre um papelão ondulado no piso da colmeia foi aprovado, em alguns estados norte americanos, para uso em colmeias para o controle deste besouros no âmbito de registro de emergência.
O controle biológico através de nematoides benéficos do solo específicos para besouro pequeno das colmeias também é eficaz. Os nematoides são vermes microscópicos encontrados na maioria dos solos ondem vivem naturalmente. Existem muitas espécies de nematoides e cada um tem uma função peculiar no ambiente. Também eles não representam uma ameaça para o meio ambiente e são isentos de registro e regulamentação pela EPA e FDA(EUA).
Os nematoides benéficos são utilizados por aplicá-las para o solo, enquanto em suspensão na água. Eles podem ser aplicados sobre o solo como um pulverizador pressurizado ou simplesmente vertida de um regador. Estes nematoides aplicados escavam solo baixo em busca de pragas de insetos. Uma vez encontrado, nematoides de entram no corpo do inseto e liberam uma bactéria poderosa que mata rapidamente a praga. As bactérias liberadas dissolvem os tecidos internos do inseto que se tornam alimento para o crescimento e desenvolvimento dos nematoide. Os nematoides amadurecem em seguida, acasalam e poem ovos para produzir mais nematoides dentro do inseto morto. Várias dessas gerações pode ocorrer ao longo de apenas alguns dias. Após o interior de um inseto ser consumido, pequenos nematoides em estágio infeccioso deixar o carcaça do inseto morto e começam a procurar mais insetos. Até 350 mil nematoides podem surgir a partir de um único inseto morto depois de apenas 10-15 dias, este números dependem do tamanho do inseto.
O controle mais eficaz contra o pequeno besouro das colmeias é a manutenção da força colônia. Junto com a revisão da colmeia minimizando caixilhos e favos vazios, isso vai praticamente eliminar as chances de fracasso colônia.
Existem também várias armadilhas para capturar o besouro no mercado.  Os mais eficazes são o "Beetlejail Baitable", "Hood Trap", "the Freeman Beetle Trap", "the West trap", "the Australian", "AJ's Beetle Eaterque, e "Beetle Blaster". Estas armadilhas foram desenvolvidas em países de língua inglesa e ainda não tem uma nome esquivamente em português para cada uma destes tipos de armadilhas. Todas essas armadilhas usam um óleo não tóxico para sufocar os besouros. Isso permite que os apicultores podem evitar o uso de produtos químicos tóxicos em suas colmeias.

## Salas de extração de mel
O  besouro pequeno da colmeia pode estar presente na sala de extração de mel, vindo dentro das melgueiras durante a colheita do mel. Podem vir como ovos, larvas ou besouro e poderiam desenvolver-se rapidamente resultando em milhares de larvas rastejando no chão da sala de extração. Neste caso, água quente, sabão e água sanitária eliminaria a maioria deles, mas a prevenção é melhor do que ocontrole. A melhor ação preventiva é trazer as melgueiras a sala de extração de mel e processá-las o mais rápido possível. Os opérculos também devem ser processados rapidamente para obter a cera.

## Regulamentações no mundo
Em New South Wale (Austrália), infestação das colmeias pelo  besouro pequeno das colmeias é de notificação obrigatória como uma praga das abelha melíferas (Lei  Stock Diseases Act 1923), que sujeita a multa o apicultor que não informar.